# Abitab
Abitab (Абитаб) — сеть пунктов оплаты финансовых услуг в Уругвае, включающая в себя около 240 отделений в Монтевидео и ещё около 240 в остальных населённых пунктах страны. Компания основана в 1993 году в Монтевидео.
Абитаб предлагает такие услуги, как оплата счетов за коммунальные услуги, мобильную связь (например, ANTEL), выплату пенсий, зарплат, денежные переводы, пополнение проездных карточек, продажа билетов на художественные мероприятия.
Компания также предлагает участие в программе лояльности «Abitab Familia» (Семья Абитаб)